# Plebs astridae
Plebs astridae is een spinnensoort uit de familie wielwebspinnen (Araneidae). De wetenschappelijke naam van de soort werd voor het eerst geldig gepubliceerd in 1917 door Strand als Aranea astridae. De soort komt voor in China, Korea, Taiwan en Japan.